# Бургас
Бурга́с (болг. Бурга́с) — крупнейший город Юго-Восточной Болгарии и четвёртый по населению в стране после Софии, Пловдива и Варны. Бургас является важным экономическим, транспортным, административным и культурным центром Юго-Восточной Болгарии. Город — административный центр одноимённой общины и области.
По состоянию на 15 марта 2016 года численность населения города составляла 211 752 человека.

## География
Бургас расположен на западном берегу Бургасского залива Чёрного моря, в самой восточной точке Бургасской низменности. Город окружён Бургасским, Атанасовским озёрами и озером Мандра на запад, к юго-западу и северо-востоку. Город находится на расстоянии 385 км от Софии, 267 км от Пловдива и 133 км от Варны.

### Климат
Переходный от умеренного к субтропическому климату.
Согласно классификации климата Кёппена, Бургас имеет влажный субтропический климат (Köppen: Cfa).
Переходная USDA-зона морозостойкости — 7b-8a.
Из-за того, что самая тёплая часть акватории Чёрного моря располагается в его юго-восточной части, а общечерноморское течение движется против часовой стрелки, зимой вынос тёплых воздушных масс над морем продолжает происходить с юга и юго-востока на северо-восток. На черноморское побережье Болгарии воды течения приносят холодные воды из заливов, примыкающих к равнинным частям Одесской и Херсонской областей Украины. В результате климат в более южном Бургасе оказывается холоднее, чем в Анапе, расположенной хоть и гораздо севернее по широте, но в более тёплой части акватории Чёрного моря.
| Показатель                                    | Янв. | Фев. | Март | Апр. | Май  | Июнь | Июль | Авг. | Сен. | Окт. | Нояб. | Дек. | Год  |
| --------------------------------------------- | ---- | ---- | ---- | ---- | ---- | ---- | ---- | ---- | ---- | ---- | ----- | ---- | ---- |
| Средний суточный максимум, °C                 | 5    | 7,3  | 10,4 | 15,7 | 20,9 | 25,3 | 28,2 | 28   | 24,2 | 19,2 | 13,3  | 7,9  | 17,1 |
| Средняя температура, °C                       | 2,9  | 4,3  | 7,2  | 11,3 | 16,7 | 21,4 | 23,8 | 23,9 | 19,8 | 14,7 | 9,5   | 4,6  | 13,3 |
| Средний суточный минимум, °C                  | −1,3 | −0,3 | 2,3  | 7    | 12,2 | 16,1 | 18,2 | 18,3 | 14,8 | 10,5 | 6,3   | 1,5  | 8,8  |
| Норма осадков, мм                             | 44   | 37   | 48   | 70   | 50   | 62   | 48   | 28   | 46   | 52   | 68    | 45   | 598  |
| Температура воды, °C                          | 6,4  | 5,1  | 7,2  | 12,2 | 18,1 | 24,0 | 26,3 | 27,2 | 23,8 | 18,7 | 13,9  | 10,2 | 16,1 |
| Источник: www.strigmeteo.com, Погода и Климат |      |      |      |      |      |      |      |      |      |      |       |      |      |

## История
Предшественником современного города является город Пиргос (греч. Πυργος «башня»), основанный греками из находящейся южнее Аполлонии (современный Созопол).
Современный город Бургас был основан в XVII веке на месте рыбацкой деревни, находившейся на месте греческой колонии Пиргос.
В ходе русско-турецкой войны 1828—1829 годов в июле 1829 года Бургас был взят русскими войсками. 12 июля 1829 года 1-я бригада 1-й уланской дивизии (Санкт-Петербургский и Харьковский уланские полки, которыми командовал генерал-майор А. А. Набель) вышла к Бургасу. Турецкий гарнизон вышел из города, но был опрокинут русскими уланами, потерял два орудия и отошёл к городу. Два уланских полка ворвались в Бургас вслед за отступающим противником, захватили 10 орудий, много имущества и продовольствия. 6 декабря 1829 года генерал А. А. Набель за взятие Бургаса получил орден Святого Георгия 3-й степени.
В ходе русско-турецкой войны 1877—1878 гг. в феврале 1878 года отряд русских войск под командованием полковника А. М. Лермонтова занял город без боя. После окончания войны в 1878 году началось развитие города, которое активизировалось после завершения строительства железной дороги от Бургаса к Софии в 1890 году.
В 1890 в городе проживало 5 тысяч человек (болгар, греков и турок), здесь действовали таможенное и санитарное управление, две мечети, православный греческий храм, армянская церковь и римско-католическая церковь. Торговля в основном была сконцентрирована в руках греков. Основными экспортными товарами являлись шерсть, масло, сыр.
В 1903—1904 годах французской фирмой «Батиньоль» были проведены работы по улучшению гавани и строительству порта, что способствовало дальнейшему развитию города. В 1900-е годы в городе возникают промышленные предприятия по переработке сельскохозяйственного сырья (мукомольные, маслодельные, по производству сахара). Вскоре в Бургасе действовало 18 иностранных фирм.
К 1910 году численность населения Бургаса составляла около 9 тысяч человек.
После окончания первой мировой войны значение Бургаса увеличилось, в 1920-е годы он стал главным экспортным портом для южной и средней Болгарии. В 1926 году численность населения города составляла 31 тысяч человек, здесь действовали несколько промышленных предприятий и одна из крупнейших в Болгарии паровых мельниц.
Во время гражданской войны в России в 1918—1920 годы Бургас наряду с Варной был одним из основных пунктов, через которые в Болгарию прибывали русские эмигранты, в городе возникла русская община. В 1920 году в Бургасе начал работу русский детский сад, в 1932 году — начальное училище, в 1934 году — пансион для детей старше пяти лет.
28 августа 1932 года в городе была основана Бургасская казачья станица (на 1938 г. атаман — генерал-лейтенант П. И. Греков), 8 марта 1936 года — казачье культурно-просветительное благотворительное общество имени Ермака. 24 октября 1937 года на городском кладбище был торжественно освящён памятник умершим в Бургасе русским эмигрантам (после 1960 года судьба памятника неизвестна).
В бургасском кафедральном соборе Святых Кирилла и Мефодия служил русский священник Леонид Трайлин, пел русский хор (впоследствии известный как хор донских казаков Сергея Жарова). В 1939 году русская общественность Бургаса преподнесла собору иконы «Пресвятая Богородица Касперовская» и «Мать Божья Заступница», которые находятся в соборе по сей день.
В 1924 году в городе начала работу фабрика по производству канцелярских принадлежностей.
В середине мая 1940 года на территории Болгарии под видом «метеорологических станций» были открыты три центра радиоперехвата абвера, находившиеся в оперативном подчинении «бюро Делиуса». Один из центров радиоперехвата был открыт в Бургасе. Также в 1940 году немцы начали переоборудование порта Бургас для размещения боевых кораблей кригсмарине. 1 марта 1941 года в Вене были подписаны документы о присоединении Болгарии к пакту «Рим — Берлин — Токио», в соответствии с которым Болгария разрешила размещение немецких воинских частей на территории Болгарии. 2 марта 1941 года немецкие войска были введены на территорию Болгарии. В дальнейшем, до сентября 1944 года в Бургасе базировались корабли немецкого военно-морского флота. В сентябре 1944 года для захвата находившихся в порту немецких кораблей был высажен десант Черноморского флота СССР, который не встретил сопротивления со стороны болгарских вооружённых сил в связи с переходом Болгарии на сторону Антигитлеровской коалиции.
В 1945 году открылась художественная галерея.
В 1947 году на базе небольших мастерских по производству электротехнической продукции был построен кабельный завод «Васил Коларов».
В 1948 году восемь небольших рыбоконсервных предприятий Бургаса были национализированы и объединены в государственное предприятие «Славянка», получившее новое оборудование (за счёт механизации производственных процессов ежегодные объёмы производства к 1954 году увеличились в три раза в сравнении с показателями 1944 года, помимо рыбных консервов здесь было освоено производство мясных консервов, варенья и компотов). «Славянка» стала первым предприятием консервной промышленности Болгарии с непрерывным (не сезонным) циклом работы.
В 1950—1970-е годы город быстро развивался как промышленный центр и курорт.
В 1951 вагоноремонтный завод освоил производство железнодорожных вагонов. В 1963 году был введён в эксплуатацию построенный при помощи СССР нефтеперерабатывающий завод, в 1974 году — судоремонтный завод.
В 1976 году в состав города было включено село Меден рудник и здесь был построен жилой микрорайон ,,Меден рудник". По состоянию на 2017 год в Меден рудник проживает 45 723 человека, что делает его самым большим районом города.
С 1998 года в Бургасе проходит международный театральный фестиваль «На берегу».
В 2000 году в городе проводился фестиваль «Рок-експлозия», на котором первое место заняла болгарская группа «Б.Т.Р.».
18 июля 2012 г. в аэропорту Бургаса террористом-смертником был совершён теракт против пассажирского автобуса с израильскими туристами. Автобус вёз сорок два израильтянина, в основном молодых мужчин, из аэропорта в их отели после прибытия рейсом из Тель-Авива. В результате взрыва погибли болгарский водитель автобуса и пятеро израильтян.

## Демография
| Год  | Население |
| ---- | --------- |
| 1986 | 182 570   |
| 1992 | 195 686   |
| 1997 | 198 400   |
| 2006 | 196 500   |
| 2013 | 206 371   |

## Политика
Кмет (мэр) общины Бургас — Димитр Николов (Граждане за европейское развитие Болгарии, ГЕРБ) по результатам выборов 2007, 2011, 2015 и 2019 годов.

## Экономика
Построенный в 1960-х годах Бургасский нефтехимический комбинат — самый крупный промышленный комплекс в Юго-Восточной Европе. 15 марта 2007 года в Афинах между правительствами России, Греции и Болгарии было подписано соглашение о строительстве нефтепровода «Новороссийск — Бургас — Александруполис».
Также есть предприятия пищевой, текстильной, машиностроительной промышленности. Развито рыболовство. В Бургасской области — курортная зона (Солнечный берег, Несебыр), бальнеогрязевой курорт «Бургаски минерални бани».

### СМИ
Наряду с национальными печатными СМИ, имеющими приложения для Бургасской области, в Бургасе печатается ряд региональных газет и журналов. Среди них ежедневные газеты «Черноморский Фар», «Компас» и «Бургас», «Днес и утре»; еженедельные журналы «Десант», «Фактор», «Компас» и «Ало Бургас»; и журналы «Море» и «Вирджиния».
Среди местных радио- и телестанций выделяется СКАТ ТВ, одна из крупнейших в Болгарии. Другими местными средствами массовой информации являются кабельные телеканалы Канал 0, PT SAT и RN-TV, а также радиостанции радио Mайа, Power FM, радио Голос Бургас и Радио Бургас.

## Транспорт
Важный транспортный узел в стране — железнодорожный узел, автовокзал, морской порт, морской вокзал, международный аэропорт.
Городской общественный транспорт состоит из двадцати шести автобусных и двух троллейбусных линий, обслуживаемых «Бургасбусом». Троллейбусы ходят по городу с 25 сентября 1989 года. Другие линии в городе обслуживаются «Комфортом». У Бургасбуса работает две автобусных станции в городе (автобусная станция к западу от железнодорожной станции Владимир Павлов и автобусная станция южнее центральной железнодорожной станции Бургас).
В десяти километрах к северо-востоку от центра города находится аэропорт Бургас. Является вторым по величине аэропортом в стране, после аэропорта Софии.
В западной части побережья Чёрного моря, в одноимённом заливе расположен порт Бургас. Порт имеет в общей сложности двадцать причалов с максимальной осадкой 12,3 метра.
Построенный в 1903 году центральный вокзал в Бургасе был одной из первых железнодорожных станций в Болгарии. Здание объявлено памятником архитектуры.

## Герб и флаг
Герб Бургаса сочетает в себе на голубом щите некоторые исторические факты о городе. Изображённый таким образом лев символизирует мужество людей, поселившихся в этом трудном для жизни месте, а его рыбий хвост — изобилие рыбы. Лев держит в руках башню, как символ башни, от которой происходит название Бургаса. Над голубым щитом изображены две каравеллы, символизирующие Бургас как старый и один из самых важных портов на побережье Чёрного моря.
Цвета флага Бургаса — синий и белый.

## Достопримечательности
Центр Бургаса очень интересен в архитектурном отношении. В нём сохранилось множество жилых домов в стиле модерн, возведённых в начале XX века, и жилых домов в стиле функционализм, построенных в 1930-х годах.

### Приморский парк
Одна из самых известных достопримечательностей города — созданный в 1910 году Приморский парк. Его длина составляет 5 км, общая площадь составляет 60 гектаров, с востока граничит с пляжем, с юга с Бургасским портом. Считается одним из самых красивых парков Болгарии, в котором произрастают растения со всех континентов; здесь можно увидеть такие деревья, как платан, липа, вяз, берёза, альбиция, ливанский кедр, кипарис, криптомерия. Старая часть Приморского парка объявлена памятником паркового искусства bg:Морска градина (Бургас).
На его территории находятся скульптурные памятники многим известным личностям, в том числе открытый в 1952 году памятник Александру Пушкину и памятник Адаму Мицкевичу, открытый в 1949 году. Среди недавно открытых памятников — установленное в 2015 году близ Летнего театра изваяние известного актёра театра и кино Георгия Калоянчева.
В Летнем театре выступают известные сценические и музыкальные коллективы и солисты. Здесь проходят различные фестивали, в том числе Международный фольклорный фестиваль, Национальный конкурс песни «Бургас и море», оперный фестиваль «Бургасские музыкальные праздники имени Эмила Чакырова» и др.

### Музеи
В самом центре города (ул. Богориди д. 21) размещается Археологический музей, экспозиция которого знакомит посетителей с находками, относящимися к древней Фракии, греческим и римским колониям. Исторический музей представляет политическую, культурную и экономическую историю города с древних времён до наших дней. Экспозиция естественнонаучного музея (ул. Фотинова д. 30) посвящена истории и современному положению природы Юго-Восточной Болгарии. Интересна коллекция Этнографического музея (ул. Славянска д. 69), где можно увидеть образцы костюма разнообразных этнографических групп региона и познакомиться с оригинальными местными обычаями (включая нестинарство).

### Памятники
- Памятник воинам Бургасского отряда, умершим от болезней с марта по октябрь 1878 года в лазаретах полков 93-го Иркутского и 94-го Енисейского Военно-Временного госпиталя № 71.
- Памятник Александру Сергеевичу Пушкину.
- Памятник признательности русским воинам-освободителям.
- Мемориальная доска на стене армянской церкви в честь генерал-майора Александра Лермонтова, вошедшего в Бургас 06.02.1878 года.

### Храмы
В Бургасе имеются храмы различных религиозных конфессий. Одним из символов города считается православный собор святых Кирилла и Мефодия, построенный в 1897—1907 годах по проекту итальянского архитектора Рикардо Тоскани. Окна над порталом выполнены в стиле модерн.
Среди других православных храмов — церковь Пресвятой Богородицы (1840—1860; ул. Лермонтова д.5). Кроме того, на той же улице (д.13) стоит армянская церковь «Сурб Хач» («Святой Крест»), построенная ещё в XVII веке и неоднократно перестраивавшаяся. В 1878 году на торжественной литургии, посвящённой освобождению Болгарии, в храме присутствовал генерал-майор А. М. Лермонтов. Имеется также католический храм Девы Марии (ул. Царя Петра д.5).

## Образование и культура
В городе имеется два университета: частный — учреждённый в 1991 году Бургасский свободный университет и единственный государственный университет в Юго-Восточной Болгарии — Университет «Проф. д-р Асен Златаров» (учреждён в 1963). С 1888 г. действует крупнейшая в указанном регионе Библиотека имени П. Яворова, в 1988 году получившая статус научной. В городе несколько театров: Драматический театр имени Адрианы Будевской (с 1912 года, имя артистки присвоено в 1953 году), Государственный кукольный театр, Государственный оперный театр, филармония, театр «Арт—Ателье». Культурные мероприятия организуются также в находящемся на территории Приморского парка Морском казино. С 2016 года здесь проходит Международный кинофестиваль (BIFF), на котором представлены фильмы стран Причерноморья (Болгария, Румыния, Молдавия, Украина, Россия, Грузия, Армения, Греция, Турция).

## Города-побратимы
- Павлодар, Казахстан[25]
- Александруполис, Греция
- Батуми, Грузия
- Братислава, Словакия
- Гомель, Беларусь
- Гданьск, Польша
- Краснодар, Россия
- Оренбург, Россия
- Поти, Грузия
- Роттердам, Нидерланды
- Яньтай, Китай
- Ярославль, Россия[26]
- Когалым, Россия[27]

## В названиях
В честь взятия Бургаса русскими войсками в 1829 году был назван 60-пушечный фрегат русского флота. «Бургас», который вошёл в состав Черноморского флота в ноябре 1832 г., участвовал в Кавказской кампании и в 1842 г. был переоборудован в блокшив.